# Microbiote intestinal et santé mentale
Le microbiote intestinal était anciennement nommé « flore intestinale » ou « microflore ». Un microbiote regroupe les espèces qui prédominent ou sont durablement adaptées et qui colonisent un endroit particulier situé à la surface ou à l'intérieur d'un organisme vivant. On parle ainsi de microbiote cutané, buccal, nasal, vaginal, intestinal, etc. Au niveau intestinal, le microbiote diffère fortement en composition et en concentration selon les différentes parties du tube digestif.
On appelle « microbiome » l'ensemble des gènes exprimés par un microbiote donné.

## Histoire du microbiote intestinal
L'histoire de la recherche dans ce domaine est ancienne, les scientifiques ont réfléchi et écrit sur la connexion entre le cerveau et le corps pendant des siècles. Par exemple, en 1759, Laurence Sterne a dit en référence au « corps d'un homme et à son esprit » que si vous « gâtez l'un, vous froissez l'autre » dans son livre La Vie et les Temps de Tristan Sterne.
Antonie van Leeuwenhoek a découvert pour la première fois des bactéries dans un échantillon en 1676.
Dans les années 2000, l'information sur le lien entre microbiote intestinal et la santé mentale commence à être signalé au grand public par l'intermédiaire des médias avec par exemple des articles publiés dans le New York Times, Scientific American, Huffington Post, et Nature.

## Description du microbiote intestinal
Le tractus gastro-intestinal humain contient à lui seul un écosystème délicatement équilibré de 100 trilliards de microorganismes, soit près de dix fois le nombre de cellules dans tout le corps humain. Ces bactéries dans notre intestin, que l'on appelle collectivement le microbiote intestinal, jouent de nombreux rôles physiologiques dans le corps, par exemple en synthétisant des vitamines, en développant le système immunitaire, en facilitant la digestion pour n'en nommer que quelques-unes. Au-delà de l'implication dans les processus somatiques, les bactéries dans le corps sont étroitement imbriquées dans nos systèmes qui influent sur notre comportement et notre cognition. Une étude a même trouvé que lorsque le contenu de l'intestin de deux souris a été échangé, y compris l'intégralité de leur microbiote intestinal, les personnalités de la souris ont changé ; par exemple, les souris sujettes au stress sont devenues calmes et les souris calmes sont devenues sujettes au stress.
Même sans le contexte de la maladie, les humains et les animaux ont des compositions interpersonnelles très diverses de leurs microbiotes. Ainsi, il a été difficile pour les chercheurs de discerner la différence entre un microbiote déséquilibré ou dysbiotique et un microbiote sain. Au cours des dernières décennies, les chercheurs ont découvert des centaines de souches de bactéries dans l'intestin humain. Cependant, seulement une poignée d'entre eux sont omniprésents. Certaines de ces bactéries omniprésentes comprennent les cocci anaérobies et Bacteroides, qui prévalent en grande abondance et Clostridium, Bifidobacterium, Eubacterium, Lactobacillus, Escherichia coli et Streptococcus, qui prévalent en faible abondance.

### Acquisition et développement chez l'homme
Les bactéries commencent à former un lien inextricable avec nous peu de temps avant la naissance lorsqu'elles colonisent nos entrailles dans l'utérus. À l'âge de 3 à 5 ans, un individu aura développé un axe intestin-cerveau et un microbiote adulte complet. Une fois le microbiote établi, il est relativement stable tout au long de la vie.

### L'axe intestin-cerveau
L'axe intestin-cerveau est un ensemble de mécanismes par lesquels l'intestin et le cerveau communiquent de manière bidirectionnelle via de nombreux systèmes corporels différents, tels que le système immunitaire, le système nerveux et le système endocrinien. De la même manière que les capteurs proprioceptifs aident à évaluer l'état de la tension musculaire et du stress, ils transmettent une rétroaction au cerveau, ce qui change l'état des muscles pour prévenir les dommages, l'intestin et le cerveau ont des systèmes similaires de feedback et de modulation.
De nombreux facteurs répartis dans tout le corps ont un impact significatif sur l'état de santé mentale:

### Inflammation corporelle excessive
Une inflammation corporelle excessive peut être liée à une mauvaise absorption des nutriments et des médicaments dans l'intestin, un déséquilibre de la sérotonine intestinale, une perméabilité intestinale accrue permettant aux nutriments insuffisamment digérés de pénétrer dans la circulation sanguine plutôt que d'être absorbés par les entérocytes, une déplétion en sérotonine cérébrale, dopamine et autres neurotransmetteurs, un déséquilibre hormonal, des carences en vitamines liposolubles (A, D, E, K), vit. C et celles du groupe B, ainsi qu'en minéraux et oligo-éléments (calcium, fer, magnésium, phosphore, sodium, zinc, etc.). Bien que ces systèmes variés puissent sembler disparates, ils sont en grande partie interconnectés par l'axe intestin-cerveau. Grâce à ces mécanismes, l'information dans l'intestin peut affecter le comportement et la cognition, mais pas nécessairement d'une manière négative. Par exemple, une étude a révélé que lorsque les bactéries intestinales de deux souris différentes ont été échangées, les traits de personnalité de ces souris ont également été échangés. les souris sujettes au stress sont devenues calmes et les souris calmes sont devenues stressées.

### Interaction du système immunitaire
Le premier mécanisme par lequel les bactéries dans l'intestin interagissent avec notre cerveau est l'inflammation. Les mécanismes qui amènent le cerveau à transformer une inflammation chronique typique en dépression et en symptômes d'anxiété résultent de la fonction normale du système immunitaire. Au cours d'une réponse immunitaire régulière à une infection, il y a une augmentation des cytokines pro-inflammatoires, telles que l'interleukine-1 et l'interleukine-2. Dans la réponse immunitaire, les cellules du corps libèrent des cytokines qui régulent et régulent l'immunité, l'inflammation et l'hématopoïèse (destruction des cellules sanguines induite en cas d'infection). Les cytokines pro-inflammatoires recherchent des cellules infectées et signalent à d'autres cellules de les détruire, ainsi que d'induire d'autres réponses biologiques à une infection telle qu'une inflammation. Les cytokines anti-inflammatoires libèrent des composés de signalisation qui provoquent des processus biologiques qui inhibent davantage l'inflammation. Chez une personne en bonne santé physique et mentale, les cytokines anti-inflammatoires sont en équilibre avec les cytokines pro-inflammatoires. Cependant, quand quelqu'un devient infecté par des bactéries délétères, le corps produit plus de cytokines pro-inflammatoires, car l'inflammation empêche les bactéries d'infecter l'ensemble du corps. La recherche a montré que des niveaux accrus d'activité des cytokines pro-inflammatoires dans le cerveau diminuent le métabolisme des neurotransmetteurs, en particulier celui du GABA. Ce GABA, lorsqu'il se trouve à des niveaux inférieurs, provoque des symptômes dépressifs.

### Interaction du système nerveux
Grâce à divers mécanismes, y compris le nerf vague et à travers la libération de précurseurs de neurotransmetteurs, le système nerveux entérique est connecté de manière bidirectionnelle avec le système nerveux central. Un deuxième système de communication entre l'intestin et le cerveau se fait à travers le système nerveux et le cerveau. Comme mentionné précédemment, les bactéries sont incorporées dans l'intestin humain avant la naissance dans l'utérus. Les bactéries se mêlent au système nerveux en plus de l'intestin, renforçant les voies neurales et les voies de communication entre l'intestin et le cerveau et provoquant le développement de mécanismes de signalisation dans le système nerveux central qui affectent irrévocablement le comportement et la cognition (Forsythe & Bienenstock, 2008). Ainsi, notre fonction normale du système nerveux dépend de l'équilibre bactérien et du bon fonctionnement. Normalement, l'information est envoyée du cœur, des poumons, du pancréas, du foie, de l'estomac et des intestins au cerveau (incluant le cortex cérébral, la moelle allongée, le système limbique, etc.) via les fibres sensorielles du nerf vague (Forsythe & Bienenstock, 2008). À partir de la moelle allongée, les intrants afférents vont au locus coeruleus dans le tronc cérébral, à partir duquel les intrants envoient des signaux aux zones étendues du SNC qui commencent une réponse au stress (Forsythe et Bienenstock, 2008). Si le locus coeruleus, zone responsable de la coordination de la réponse au stress, est activé à plusieurs reprises, des changements permanents se produisent dans la façon dont les neurones s'activent et interagissent les uns avec les autres (Forsythe et Bienenstock, 2008). Ceci est également connu comme un axe HPA hyperactif, et il est activé de manière similaire dans l'aspect inflammatoire de l'axe intestin-cerveau, ce qui entraîne une réponse au stress élevée et l'anxiété. Il a été démontré que le stress et l'anxiété élevés appauvrissent le microbiote en bactéries produisant des cytokines anti-inflammatoires, entraînant ainsi les effets biologiques inhérents à la réponse inflammatoire et à la dépression subséquente.

### Interactions avec le système endocrinien
Des recherches ont été menées sur les interactions entre les hormones neuro-endocrines, et spécifiquement sur les relations entre les hormones et le microbiote intestinal. Les résultats démontrent, d'une part, que les hormones neuro-endocrines induites par le stress peuvent influencer la croissance bactérienne et, d'autre part, que le microbiote intestinal régule les sécrétions hormonales, de sorte que les effets endocriniens des bactéries peuvent influencer, entre autres, le comportement, le métabolisme et l'appétit.

## Microbiote dans la maladie physique
Pendant des années, la recherche a été en cours pour découvrir les relations entre le dysfonctionnement du microbiote et des conditions telles que le cancer colorectal, la maladie intestinale inflammatoire, et les maladies cutanées à médiation immunologique. Bien que des associations aient été établies, les relations causales entre le microbiote et ces maladies n'ont pas été soutenues.

## Microbiote et maladie mentale

### Anxiété et dépression
On sait que la dépression est étroitement liée à l'élévation des protéines C-réactive, des cytokines inflammatoires et du stress oxydatif. Des recherches sont en cours sur la relation entre les bactéries fécales (qui sont un reflet imparfait de la flore colique) et la dépression, montrant que la présence de certaines bactéries est corrélée aux symptômes de la dépression. Une telle étude a examiné le rôle de la commutation du contenu de l'intestin entre deux groupes de souris ayant des comportements très distincts, l'un étant très sensible au stress et l'autre pas. Les chercheurs ont découvert que lorsque le contenu de l'intestin était permuté entre les deux groupes, les souris non stressées devenaient anxieuses et les souris stressées devenaient plus calmes.

### Schizophrénie et trouble bipolaire
La schizophrénie est un trouble neuropsychiatrique qui peut apparaître pendant l'adolescence et persiste habituellement tout au long de la vie d'un individu. Il existe différents degrés de schizophrénie, avec des symptômes caractéristiques tels que des hallucinations, des délires, de l'apathie et un retrait social. Le trouble bipolaire est un trouble complexe et multiforme avec un large éventail de manifestations. Il varie considérablement et est défini par la présence de manie ou de dépression. Des études antérieures ont démontré que la schizophrénie et le trouble bipolaire sont associés à des altérations du système immunitaire systémique, notamment une inflammation chronique de faible intensité (cytokines plasmatiques augmentées, récepteurs de cytokines solubles, chimiokines, C réactive protéine) et des lymphocytes T,. En outre, des taux élevés d'anticorps dirigés contre S. cerevisiae ont également été observés chez des personnes atteintes de schizophrénie et de trouble bipolaire. Le microbiote intestinal peut influencer la fonction cérébrale, jouant ainsi un rôle dans les maladies mentales comme la schizophrénie. Plus précisément, l'immunité humorale aux antigènes alimentaires, l'inflammation intestinale, l'exposition au parasite Toxoplasma gondii, les défauts de la barrière endothéliale et la dysbiose microbienne compatible avec un modèle physiologique où les processus intestinaux créent un état dys-immunitaire systématique,. Divers facteurs influencent la fonction et l'environnement gastro-intestinal et, bien qu'il n'existe aucun médicament connu pour supprimer complètement les traumatismes gastro-intestinaux, les psychiatres praticiens devraient envisager de compléter leur traitement par des probiotiques, des plantes médicinales, des vitamines et des minéraux qui améliorent les symptômes gastro-intestinaux chez les personnes atteintes de schizophrénie et de trouble bipolaire.

### Troubles du spectre autistique (TSA)
Plusieurs études pointent une corrélation entre déséquilibre ou altération du microbiote intestinal et autisme,. 
Une recension systématique publiée en 2019 conclut que les personnes autistes hébergent plus souvent un microbiote bactérien altéré. Les enfants autistes ont des pourcentages plus faibles d'Akkermansia, de Bacteroides, de Bifidobacterium et de Parabacteroides, et un pourcentage plus élevé de Faecalibacterium dans la microflore, par rapport aux témoins neurotypiques. Ces différences sont suffisamment significatives pour envisager l'analyse du microbiote intestinal comme un marqueur diagnostique des personnes autistes. Il est suggéré que ces altérations du microbiote soient une conséquence du régime alimentaire sélectif des personnes autistes, plutôt qu'une cause de l'autisme,. Les conséquences sont un taux plus élevé de problèmes gastro-intestinaux,, et notamment de constipations.
Une étude par questionnaire publiée en 2022 conclut que les troubles gastro-intestinaux n'ont qu'un effet mineur sur le TSA. L'état des connaissances de microbiome intestinal en 2024 ne permet pas encore d'envisager de traitement susceptible d'améliorer la qualité de vie.

### Anorexie et boulimie
En raison des preuves croissantes suggérant l'importance du microbiote dans la régulation du poids et sa relation avec l'anxiété et la dépression, la recherche sur les interactions intestin-cerveau peut être importante pour le traitement de l'anorexie et de la boulimie.

### Probiotiques et système nerveux central: les «psychobiotiques»
Les probiotiques pouvant agir au niveau du système nerveux central ont été désignés sous le nom de « psychobiotiques (en) ». Cette dénomination est due au chercheur Ted Dinan et a été proposée en 2013 dans la revue Biological Psychiatry ; elle se voit associée la définition suivante : « organismes vivants dont l’ingestion produit un avantage pour la santé des patients souffrant de maladies psychiatriques ou neurologiques »,. Deux revues de la littérature récentes conduisaient à dénombrer en 2016, treize essais cliniques (double aveugle, randomisés et versus placebo), portant sur les psychobiotiques ; cinq rapportaient des améliorations significatives sur des symptômes psychiques. Parmi ces données, une publication française de 2011 est considérée comme pionnière pour l'identification d'effets centraux des probiotiques chez l'homme,.

## Interaction probiotique et prébiotique avec le microbiote

### Anxiété et dépression
L'utilité clinique potentielle des probiotiques, ou microorganismes qui provoquent la croissance de bactéries bénéfiques lorsqu'ils sont consommés, est devenue plus claire à la lumière de l'accumulation de support épique. Les recherches sur l'axe microbiote-intestin-cerveau ont non seulement révélé les effets anxiogènes potentiels de certaines bactéries et parasites spécifiques et de la dysbiose intestinale, mais aussi les effets anxiolytiques de certaines espèces microbiennes. Deux genres bactériens, Lactobacillus et Bifidobacteria, sont des probiotiques anti-inflammatoires courants qui réduisent l'anxiété et les signes comportementaux de détresse chez les humains et les rongeurs. D'autres genres, y compris Campylobacteria, Citrobacter et Trichuris ont également montré de tels effets anxiolytiques. Le tableau suivant rassemble les résultats de nombreuses études différentes sur les effets de certains microbiotes sur les dimensions cognitives et comportementales.
| Type d'étude            | Espèces/Bactéries | Comportemental/cognitif affect | Citation                                                                                           |
| ----------------------- | --- | --- | -------------------------------------------------------------------------------------------------- |
| Rongeurs                | Campylobacter jejuni, Citrobacter rodentium, Trichuris muris, high-fat microbiota                                              | Augmentation des symptômes / comportements d'anxiété                                                                                       | Bruce-Keller et al. (2015); Lyte, Varcoe, and Bailey (1998); and Stilling, Dinan, and Cryan (2014) |
| Rongeurs                | Bifidobacterium spp., Lactobacillus spp.                                                                                       | Diminution des symptômes / comportements d'anxiété                                                                                         | Bercik et al. (2011), Bravo et al. (2011), and Messaoudi et al. (2011),                            |
| Rongeurs                | Bifidobacterium spp., Lactobacillus spp.                                                                                       | Diminution des symptômes / comportements dépressifs                                                                                        | Arseneault-Bréard et al. (2012) and Bravo et al. (2011)                                            |
| Humains (Croisée)       | Alistipes, Bacteroidales, Enterobacteriaceae                                                                                   | Association positive avec la dépression | Jiang et al. (2015) and Naseribafrouei et al. (2014)                                               |
| Humains (Croisée)       | Faecalibacterium, Lachnospiraceae                                                                                              | Association négative avec la dépression | Jiang et al. (2015) and Naseribafrouei et al. (2014)                                               |
| Humains (longitudinale) | Bifidobacterium spp., Lactobacillus spp., Lactobacillus helveticus                                                             | Diminution des symptômes anxieux | Messaoudi et al. (2011),, Mohammadi et al., 2015), and Rao et al. (2009)                           |
| Humains (longitudinale) | Bifidobacterium spp., Lactobacillus spp., Lactobacillus helveticus                                                             | Diminution des symptômes dépressifs | Benton, Williams, and Brown (2007), Messaoudi et al. (2011),, and Mohammadi et al., 2015)          |
| Humains (longitudinale) | Bifidobacterium longum, Lactobacillus helveticus                                                                               | Diminution de la colère / hostilité | Messaoudi et al. (2011),                                                                           |
| Humains (longitudinale) | Bifadobacterium spp., Lactobacillus spp., Lactococcus lactis                                                                   | Diminution de la réactivité cognitive vis-à-vis des stimuli négatifs, induite par une réduction de la rumination et des pensées agressives | Steenbergen, Sellaro, van Hemert, Bosch, & Colzato (2015)                                          |
| Humains (longitudinale) | Bifidobacterium animalis subsp. Lactis, Lactobacillus bulgaricus, Lactococcus lactis subsp. Lactis, Streptococcus thermophiles | Diminution de l'activité dans les régions cérébrales émotionnelles et sensorielles en réponse à des stimuli négatifs                       | Tillisch et al. (2013)                                                                             |
| Humains (longitudinale) | Bimuno-galacto-oligosaccharides                                                                                                | Diminution du biais attentionnel envers les stimuli négatifs                                                                               | Schmidt et al. (2015)                                                                              |

, En outre, des niveaux élevés d'anticorps contre S. cerevisiae ont également été retrouvés chez des individus souffrant de schizophrénie et de troubles bipolaires. Le microbiote intestinal peut influencer les fonctions cérébrales, en jouant un rôle dans des pathologies mentales telles que la Schizophrénie. Tout particulièrement, l'immunité humorale dirigée contre les antigènes alimentaires, une inflammation intestinale, l'exposition au parasite Toxoplasma gondii, une barrière endothéliale défectueuse et une dysbiose bactérienne ou mycotique intestinale participent à un modèle physiologique dans lequel les fonctions intestinales créent un état systématique de dysrégulation immunitaire,. De nombreux facteurs influences les fonctions GI et leur environnement, tandis qu'aucune médication connue n'existe actuellement pour supprimer complètement le trauma GI, les praticiens et psychiatres devraient considérer qu'un traitement incluant des probiotiques, de la phytothérapie, des vitamines et minéraux peut améliorer les symptômes GI en cas de schizophrénie et de troubles bipolaires. Une étude récente[Laquelle ?] a montré que les probiotiques diminuent les pensées négatives chez les humains et que l'introduction de prébiotiques qui favorisent la croissance des bactéries bénéfiques diminue l'anxiété[réf. souhaitée].

### La transplantation fécale
Il est souvent difficile de rétablir un microbiote intestinal qui soit équilibré de manière durable dans le temps, particulièrement quand ce dernier est fortement perturbé et ce, depuis longtemps. Pour être actifs, les probiotiques délivrés per os doivent survivre, en quantité suffisante, notamment à l'exposition à l'acide gastrique, aux sels biliaires, aux défenses immunitaires de la muqueuse intestinale. En outre, arrivés à bon port, les germes introduits doivent trouver un environnement favorable à leur prolifération. Ils doivent, d'une part, trouver suffisamment de nourriture à métaboliser, mais également d'autre part, résister aux interactions négatives de la part de la flore primitive. En effet entre espèces bactériennes au sein d'une même flore il y a une forte compétition pour les ressources alimentaires. Les bactéries produisent des métabolites qui peuvent servir de nourriture pour d'autres espèces, mais également des toxines qui empêchent le développement de certaines souches. Étant donné que le microbiote d'un individu lui est aussi particulier que ses empreintes digitales, il est difficilement prévisible de savoir si l'introduction d'une souche, d'un ensemble de souche, voire d'un échantillon de la flore complète d'un autre individu, va non seulement pouvoir s'implanter durablement, mais également si elle va avoir des effets bénéfiques ou néfastes sur l'écosystème complexe qui réside dans le colon.
Deux solutions sont actuellement à l'étude pour transplanter un microbiote d'un individu supposé en bonne santé dans le colon d'un individu dont la flore est fortement dysbiotique: 1) la greffe fécale par sonde colique ou nasale et 2) des gélules à enrobage entérique protégeant des bactéries dessiquées jusqu'au côlon. Le défi qui reste à relever consiste pour la Food and Drug Administration et d'autres organismes de réglementation à décider de la manière de surveiller la qualité, la pureté et l'efficacité du microbiote transplanté.
Actuellement, divers pays constituent des banques de selles, conservées dans des frigos, pour un usage à la demande. Une indication communément admise pour réaliser une transplantation fécale est l'infection récidivante à clostridium difficile (responsable de la colite pseudomembraneuse) qui est particulièrement débilitante pour de nombreux patients hospitalisés au long cours, qu'ils soient âgés, en soins intensifs ou soumis à des antibiothérapies lourdes et prolongées. Mais des études ont été réalisées pour traiter des maladies inflammatoires de l'intestin, telles que la maladie de Crohn et la rectocolite ulcérohémorragique (RCUH). Le traitement d'autres pathologies fait également l'objet de recherches en cours.